# Tony Windless
Tony Windless, né le 14 octobre 1969, à Memphis, en Tennessee, est un ancien joueur américain de basket-ball. Il évolue au poste d'ailier. 

## Palmarès
- Joueur de l'année de la conférence Atlantic Sun 1992